# Rafalus minimus
Rafalus minimus är en spindelart som beskrevs av Wesolowska, van Harten 20. Rafalus minimus ingår i släktet Rafalus och familjen hoppspindlar. Inga underarter finns listade i Catalogue of Life.